# Maho Matsunaga
Maho Matsunaga (japoneză 松永 真穂, transliterat: Matsunaga Maho, n. 23 ianuarie 1993, Tōkyō, Japonia) este o fostă actriță de dublaj japoneză, fostă membră din StylipS, alături de Yui Ogura, Arisa Noto și Kaori Ishihara.

## Rolurile de voce

### Anime
- Hanamaru Kindergarten (2010) ca Yuna
- High School DxD ca Li
- Kono Naka ni Hitori, Imōto ga Iru! (2012) ca  Kurumi Kashinoki
- Saki Achiga-hen episode of Side-A (2012) ca Izumi Nijō[1]
- Love Live! School Idol Project - Erena Toudou (2013)
- Love Live! School Idol Project 2nd Season - Erena Toudou (2014)
- Love Live! The School Idol Movie - Erena Toudou (2015)